# Agosto (romance)
Agosto é um romance histórico de Rubem Fonseca publicado em 1990 no Brasil.

## Sinopse
O livro tem como pano de fundo os acontecimentos que culminaram no suicídio de Getúlio Vargas, em agosto de 1954. Mesclando ficção e realidade, conta a história do assassinato de um empresário e as investigações, cujas pistas levaram o investigador Mattos ao palácio do Catete e poderiam incriminar pessoas próximas do presidente e ligadas à crise política do país.

## Personagens
- Comissário Alberto Mattos – investigador do Departamento Federal de Segurança Pública
- Rosalvo – agente de polícia, colega de Mattos
- Alice – ex-namorada de Alberto Mattos, casada com Pedro Lomagno
- Salete Rodrigues – namorada de Mattos, mantém relação extraconjugal com Luiz Magalhães
- Luiz Magalhães – deputado
- Chicão – de nome completo Francisco Albergaria, negro, praticante de boxe, mantém relação com Pedro Lomagno e Paulo Gomes Aguiar
- Gregório Fortunato – chefe da guarda pessoal de Getúlio Vargas
- Pedro Lomagno – mantém caso com Luciana Gomes Aguiar
- Paulo Machado Gomes Aguiar – político assassinado a 1 de agosto de 1954, era presidente da Cemtex
- Luciana Gomes Aguiar – mulher de Paulo Gomes Aguiar
- Vitor Freitas – senador corrupto